# Садыков, Токмухамед Сальменович
Токмухамед Сальменович Садыков (каз. Тоқмұхамед Сәлменұлы Садықов; 26 сентября 1938, Парфеновский район, Алтайский край, РСФСР — 22 июля 2009, Алма-Ата, Казахстан) — советский и казахский учёный—историк, доктор исторических наук (1984), профессор (1985), академик НАН РК (1997), Заслуженный деятель науки Казахской ССР (1991).

## Биография
Родился 26 сентября 1938 года в Парфеновском районе Алтайского края России. Происходит из рода уак.
В 1964 году окончил исторический факультет Казахского государственного университета по специальности историк, учитель истории и обществоведения.
В 1983 году защитил учёное звание доктора исторических наук, тема диссертации: «Деятельность КПСС по дальнейшему повышению культурно-технического уровня рабочего класса Казахстана в условиях развитого социализма».
В 1985 году присвоено ученое звание профессора исторических наук.

## Трудовая деятельность
С 1964 по 1967 годы — Преподаватель Алматинского строительного техникума.
С 1967 по 1969 годы — Старший преподаватель Алматинского филиала Джамбулского технологического института.
С 1969 по 1970 годы — Старший преподаватель Казахского политехнического института.
С 1970 по 1977 годы — Помощник заместителя председателя Совета Министров КазССР, старший преподаватель кафедры.
С 1977 по 1983 годы — Доцент Алматинского института иностранных языков.
С 1983 по 1987 годы — Заведующий кафедрой Зооветеринарного института, заместитель министра высшего образования КазССР.
С 1987 по 2008 годы — Ректор Алматинского государственного университета им. Абая.
Скончался 22 июля 2009 года, похоронен на Кенсайском кладбище.

## Научные, литературные труды
Автор более 200 научных и научно-популярных работ, в том числе нескольких монографий. Активно исследует проблемы общественно-политической жизни Казахстана XX в., аспекты воспитания и модели формирования целостной личности. В его трудах освещаются научные основы высшего образования, подготовки и воспитания кадров. Активно участвует в составлении учебных и учебно-методических пособий для вузов и школ, освещая многие кардинальные вопросы по-новому. Внес существенный вклад в подготовку научных и научно-педагогических кадров.
Автор книг «Историческое сознание и нравственность» (1986), «Концепция становления и развития народного образования Казахстана» (1992), «Уроки истории» (1993), «Методика прогностической модели специалиста» (1994), «Воспитание историей» (1994), «Краткая история США» (1995), «Концепция образования в классическом университете» (1997), «Введение в историческую демографию» (1998, в соавторстве), «Воспитание культуры межнационального общения» (1999), «Теория и практика высшей школы Казахстана на пути реформ» (2000), «Высшая школа Казахстана на пути реформ» (2000), «Интеллектуальный облик будущего» (2005), более 300 научных публикаций и др.

## Награды и звания
- Заслуженный деятель науки Казахской ССР (1991)
- Орден Парасат (1998)
- Медаль «Астана» (1998)
- Медаль «Гёте» (Институт имени Гёте, Германия 1999 года)
- Золотая медаль за активное развитие университетского образования (Франция 2002 года)
- Орден «Барыс» 2 степени (2005)
- Почётная грамота Верховного Совета Казахской ССР
- нагрудный знак «Отличник народного просвещения Казахской ССР»
- нагрудный знак «Отличник образования Республики казахстан»
- нагрудный знак «Почётный работник образования Республики Казахстан»
- академик Международная академия наук высшей школы
- академик Российская академия образования
- почётный профессор более девяти зарубежных университетов. (Университет Дунай, университет Бокони, университет Эразмус, Пекин, Сеул, Яннам, Сувон (Корея), Стамбул (Турция), Кентукки (США) и.др).